# Would You Have Sex with an Arab?
Pour plus de détails, voir Fiche technique et Distribution.
Would You Have Sex with an Arab? est un documentaire français, réalisé par Yolande Zauberman, produit par Yves Chanvillard et Nadim Cheikhrouha (Screenrunner) et distribué en France par Urban Distribution. Il est sorti sur les écrans français le 12 septembre 2012.
Would You Have Sex with an Arab? est le 8e long métrage de Yolande Zauberman.

## Synopsis
Dans les bars de Tel Aviv, la nuit, la réalisatrice demande à des jeunes Juifs s'ils auraient des relations sexuelles avec des Arabes, et à des jeunes Arabes s'ils feraient l'amour avec des Juifs. Chacun donne son avis, avec plus ou moins d'explications, sur le symbole que cela peut représenter pour eux (beaucoup l'ont déjà fait) ou au contraire leur refus. Des jeunes issus de familles mixtes (un parent juif, l'autre arabe) sont également interviewés. Le film recueille aussi les témoignages du journaliste Gideon Levy et de l'acteur Juliano Mer-Khamis, de mère juive et de père arabe, assassiné en 2011 par des Palestiniens à Jénine.

## Fiche technique
- Réalisation : Yolande Zauberman
- Scénario : Yolande Zauberman, Selim Nassib
- Production déléguée : Screenrunner, Yves Chanvillard, Nadim Cheikhrouha
- Coproduction : Phobics, Motek Power Film Factory (Israël), Jean-Luc Ormières, Studio 37, Commune Image Média
- Montage Image : Basile Belkhiri
- Étalonnage : Nicolas Perret
- Montage Son : Ferdinand Bouchara
- Mixage Son : Bruno Elhinger

## Distribution
- Gideon Levy : lui-même
- Juliano Mer-Khamis : lui-même
- DJ Samy Matar : lui-même
- « La fiancée palestinienne », un travesti : lui-même

## Divers
- Le film est dédié à la mémoire de Juliano Mer-Khamis, assassiné le 4 avril 2011, ainsi qu'à DJ Samy Matar, décédé brusquement le 13 septembre 2011[3], et à une troisième personne décédée dans l'intervalle (noms cités à la fin du générique de fin).
- L’homme aux cheveux blancs interviewé vers la fin du film évoque la chanson There Must Be Another Way chantée en commun par une Arabe et une Juive : il s’agit Mira Awad et de Noa, qui l'ont interprétée au concours Eurovision de la chanson 2009.
- Le film est présenté au Mostra de Venise de 2011, Section Orizzonti[4]